# Ferrovia Dublino-Rosslare
La ferrovia Dublino–Rosslare è una linea ferroviaria irlandese che collega Dublino a Rosslare.
La linea è gestita dalla Iarnród Éireann.

## Caratteristiche
La linea è una ferrovia a binario semplice con scartamento di 1600 mm, il quale è lo standard delle strade ferrate irlandesi. Tra Dublino Connolly e la quella di Bray Daly la linea è a doppio binario.
La trazione è diesel, ad eccezione del tratto Dublino Connolly Greystones che è elettrificata a 1500 volt in corrente continua per poter essere impiegata dai servizi della Dublin Area Rapid Transit (DART).
Nell'aprile 2008 il controllo della segnaletica semaforica, degli scambi e dei passaggi a livelli è operato grazie al Comando Centralizzato del Traffico di Dublino Connolly. Molte delle cabine di controllo erano situate ai lati del ponte pedonale per accedere ai binari. Questo è il caso delle stazioni di Wicklow, Rathdrum, Arklow e Gorey. Al 2012 queste strutture rimangono ancora sul posto.

## Percorso
|  |  | Continuation backward |

|  | Unknown route-map component "CONTgq" | Unknown route-map component "ABZg+r" |  |  |

|  |  | Station on track | Urban head station |  |

|  | Unknown route-map component "uCONTgq" | Unknown route-map component "mKRZo" | Unknown route-map component "uSTRr" |  |

|  |  | Unknown route-map component "hKRZWae" |

|  |  | Station on track |

|  |  | Station on track |

|  |  | Stop on track |

|  |  | Stop on track |

|  |  | Stop on track |

|  |  | Stop on track |

|  |  | Stop on track |

|  |  | Stop on track |

|  |  | Stop on track |

|  |  | Stop on track |

|  |  | Station on track | Pier |  |

|  |  | Stop on track |

|  |  | Stop on track |

|  |  | Stop on track |

|  |  | Stop on track |

|  |  | Stop on track |

|  | Unknown route-map component "exCONTgq" | Unknown route-map component "eABZg+r" |  |  |

|  |  | Station on track |

|  |  | Unknown route-map component "eHST" |

|  |  | Station on track |

|  |  | Stop on track |

|  |  | Unknown route-map component "eHST" |

|  |  | Station on track |

|  |  | Unknown route-map component "eHST" |

|  |  | Unknown route-map component "eHST" |

|  |  | Station on track |

|  |  | Unknown route-map component "eHST" |

|  | Unknown route-map component "exCONTgq" | Unknown route-map component "eABZg+r" |  |  |

|  |  | Unknown route-map component "eHST" |

|  |  | Station on track |

|  |  | Unknown route-map component "eHST" |

|  |  | Station on track |

|  |  | Unknown route-map component "eHST" |

|  |  | Unknown route-map component "eHST" |

|  |  | Station on track |

|  |  | Unknown route-map component "eHST" |

|  | Unknown route-map component "exCONTgq" | Unknown route-map component "eABZg+r" |  |  |

|  |  | Unknown route-map component "eHST" |

|  |  | Unknown route-map component "eHST" |

|  |  | Station on track |

|  |  | Unknown route-map component "eHST" |

|  | Unknown route-map component "exSTR+l" | Unknown route-map component "eABZgr" |  |  |

| Unknown route-map component "CONTgq" | Unknown route-map component "eABZqr" | Unknown route-map component "ABZg+r" |  |  |

|  |  | Station on track |

|  |  | Unknown route-map component "eHST" |

|  |  | End station | Pier |  |

Il percorso si snoda per 162 km da Dublino Connolly a Rosslare Europort, dove è possibile accedere ai traghetti che portano in Europa e nel Regno Unito.
La linea, da Greystones in direzione sud presenta un solo binario, a parte nel caso di alcune stazioni, e si connette alla linea Limerick-Rosslare appena fuori dalla stazione di Rosslare Strand. Da Wicklow verso sud è in uso la segnaletica semaforica, mentre nella parte restante si utilizza il Comando Centralizzato del Traffico di Dublino Connolly. Presso questa stazione si possono anche prendere i treni della Dublino-Belfast.

## Traffico

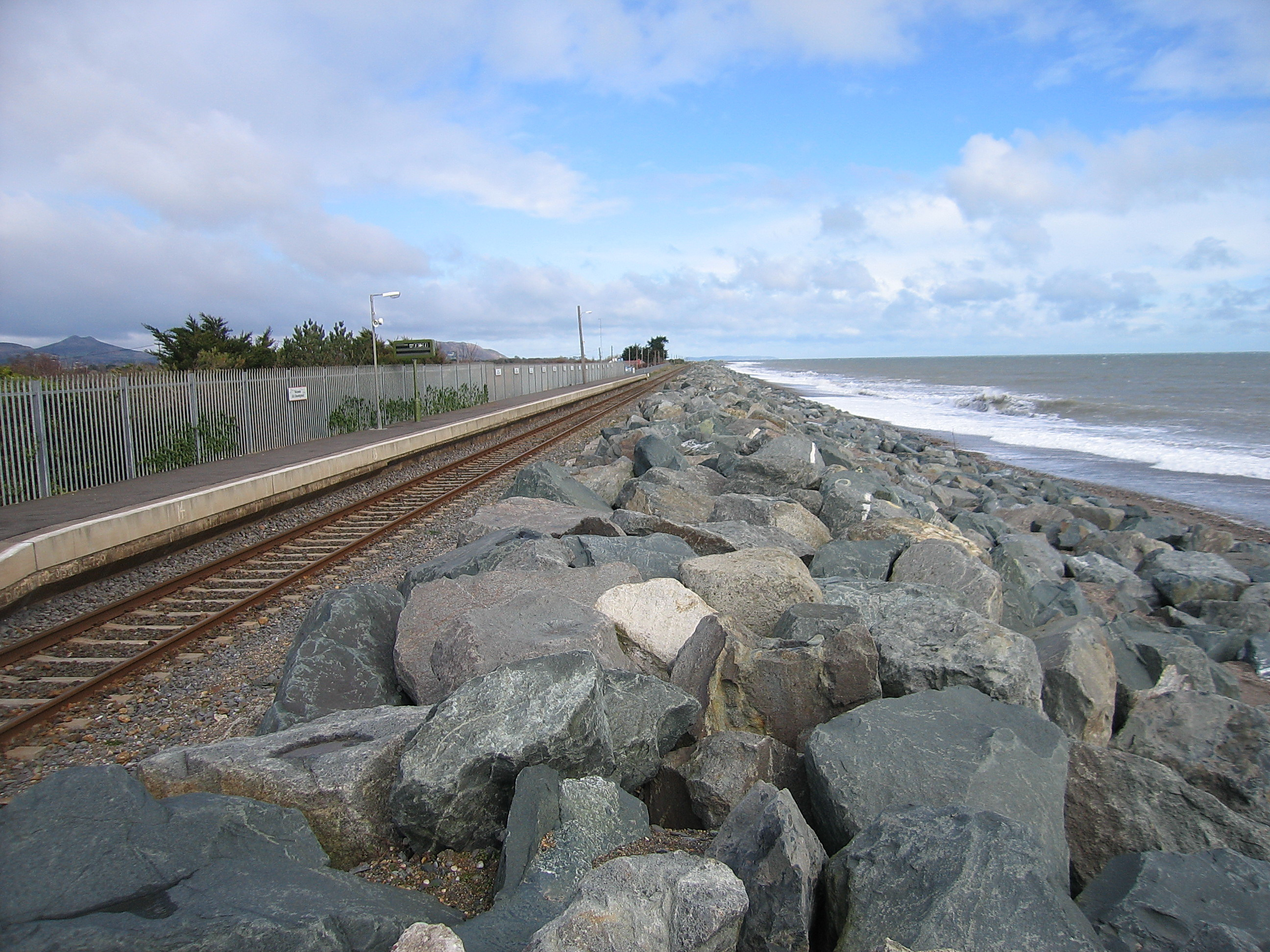
La linea nei pressi di Kilcoole

Il tratto Dublino Connolly – Greystones è servito dalla Trans-Dublin della DART, mentre il Dublino Connolly–Gorey è coperto dalla South Eastern Commuter.
Sono presenti tre coppie sulla relazione Dublino Connolly–Rosslare, che salgono a cinque tra Wexford e Dublino.
I treni consistono innanzitutto in tre servizi Intercity giornalieri per direzione lungo tutta la tratta, che aumentano a cinque tra Wexford e Dublino.
Dal 2007 la linea non è impiegata per il trasporto di merci. Fino al 2002, i treni che trasportavano ammoniaca e fertilizzanti arrivavano a Sheltow Abbey, vicino ad Arklow.
Durante qualche domenica d'estate la Railway Preservation Society of Ireland (RPSI) svolge servizio turistico con treni a vapore e vagoni d'epoca.